# Михаил Шчепкин
Михаил Семјонович Шчепкин ( рус. Михаи́л Семёнович Ще́пкин; село Красное, Обојански округ, Курска губернија, 17. новембар 1788 — 11. август 1863) био је најпознатији глумац Руске империје 19. века.
Сматра се „оцем“ реалистичке глуме у Русији и, захваљујући утицају своје ученице Гликерије Федотове, има велики утицај на развој „система“ Константина Станиславског (који је рођен када је Шчепкин умро). Шчепкинов значај за руски театар је упоредив са значајем Дејвида Гарика за енглески театар.
Он је правио разлику између две врсте глумаца, од којих су оба посвећена уметности глуме: (1) они који су развили уметност претварања на основу интелигенције и разума; (2) они који  глуме на основу „пламтеће душе, небеске искре“ изражавају осећања која је глумац заиста доживео у извођењу и делу. Шчепкин је сматрао да је ефекат другог приступа бољи. Био је против принципа које је изнео француски драматург и филозоф Дени Дидро у свом Парадоксу глумца (објављеном постхумно 1830), који је заступао становише супротно Шчепкиновом.

## Живот
Шчепкин је рођен у селу Красноје, у Курској губернији Руске империје, у кметској породици у власништву грофа Г. С. Волкенштајна. Шчепкинову слободу морали су да купе његови поштоваоци 1821. године. Три године касније придружио се Малом театру у Москви, којим ће доминирати наредних 40 година — постао је познат као „Кућа Шчепкина“.
Шчепкин је први играо Фамусова у Горе от ума (1831) и градоначелника у Ревизору (1836).
Шчепкинову глуму су хвалили Александар Пушкин, Николај Гогољ, Александар Херцен и Иван Тургењев због се суптилности, са пуно пажње посвећене реалистичним детаљима и потцењивању.

## Породица
Године 1812, Шчепкин се оженио Еленом Дмитријевном ("Аљоша") која је била заробљеница током опсаде Анапе. Имали су петоро деце.